# Plasmatics
Die Plasmatics waren eine US-amerikanische Rockband, die 1978 von Rod Swenson (auch Produzent) und Wendy O. Williams gegründet wurde. Mit einer Mischung aus Punk und Heavy Metal machten sie musikalisch auf sich aufmerksam.

## Bandgeschichte
Weit auffälliger als das musikalische Wirken waren die Liveauftritte der Band. Williams, die sich in früheren Zeiten ihr Geld mit Auftritten in einigen Erotikfilmen verdient hatte, fiel durch ihr Outfit auf: ein nietenbestückter Lederslip und zwei Streifen Isolierband über den Brustwarzen. Die Bühnenshow tat ihr Übriges: Williams tobte über die Bühne, TV-Geräte wurden dutzendweise zerhackt oder gesprengt, Polizeiautos wurden auf die Bühne gekarrt und gesprengt oder – wenn der Platz es zuließ – von Wendy O. Williams persönlich mit Vollgas an die Wand gefahren.
So verwundert es auch nicht, dass vor allem Williams ein ständiges Bandmitglied war, während die Besetzung der Musikinstrumente häufiger wechselte.
Auch als regelmäßiger Gast bei Motörhead-Shows trat sie in Erscheinung und ist auf mehreren Livealben beim Song No Class zu hören.
Nach der vorläufigen Bandauflösung 1983 startete Wendy O. Williams eine Solokarriere, die ihr 1986 noch eine Grammy-Nominierung einbrachte. Nach dem letzten Album, welches unter dem Namen Plasmatics veröffentlicht wurde (Maggots: The Record), löste sich die Band final auf. Danach wurde es still um Williams. In dieser Zeit litt sie unter schweren Depressionen, die am 6. April 1998 ihren Suizid zur Folge hatten.
2017 erschienen unter dem Titel Live! Rod Swenson’s Lost Tapes 1978–81 rare Aufnahmen aus der Frühzeit der Band.

## Stil
Der Stil der Plasmatics wandelte sich von den Anfängen bis zu den späteren Zeiten immer mehr von Punk in Richtung Metal. Das Debütalbum steckte voller Experimente und die Band versuchte, im „DIY“-Stil des Punk unkonventionelle Wege zu beschreiten. So hört man Maschinengewehrsalven, eine Kreissäge, und beim Song Dream Lover geraten die Instrumente mittendrin zeitlich auseinander, spielen eine Weile nur Krach, bevor sie sich nach und nach wieder in das Bebop-beeinflusste Hauptthema einfinden. Auf der LP-Hülle ist dazu vermerkt, dass die Band im Studio während des Songs die Monitore abgeschaltet bekam, so dass sie sich eine Weile nicht gegenseitig hören konnten.
Nach dem Debütalbum wurden die Metal-Einflüsse im Zuge der aufkommenden NWoBHM deutlicher, und die EP Metal Priestess thematisierte das auch im Titel. Mit dem Video zu The Damned erreichte die Band Airplay im seinerzeit aufkommenden Musik-TV, was dem dazugehörigen Album Coup d’Etat eine große Aufmerksamkeit bescherte. Die Produktion der gefragten Studiotechniker Dieter Dierks und Michael Wagener unterscheidet sich in der Wucht deutlich von den vorangegangenen Scheiben, weshalb dieses Album als das metallastigste der Bandgeschichte betrachtet werden kann. Wendy O. Williams perfektionierte auf diesem zudem ihre charakteristische raue Stimme.
Auf dem 1987 erschienenen Konzeptalbum Maggots: The Record ging Wendy O. Williams mit neuen Musikern nochmal unter dem alten Namen auf experimentelle Pfade. Das Horror-Hörspiel verbindet gesprochene Hörspielpassagen mit den Songs, die zusammen die gesamte Geschichte erzählen.

## Diskografie

### Studioalben
- 1980: New Hope for the Wretched
- 1981: Beyond the Valley of 1984
- 1982: Coup d’Etat
- 1987: Maggots: The Record

### Andere Aufnahmen
- 1981: Metal Priestess (EP)
- 1988: Ultrafly and the Hometowngirls: Deffest and Baddest
- 2002: Put Your Love in Me – Love Songs for the Apocalypse (Kompilation)
- 2002: Coup de Grace (Demo-Version von Coup d’Etat)
- 2002: Final Days – Anthems for the Apocalypse
- 2004: Fuck You and Loving It